# Hôtel Napoléon
El hotel Hôtel Napoléon es una instalación hotelera ubicada a dos pasos del Arco de Triunfo en el número 40 de la Avenue de Friedland, en el octavo arrondissement en París.

## Historia
En 1923 el grupo hotelero Martínez le encargó a uno de los más grandes arquitectos de la época, Henri Porteau, la construcción de una suntuosa residencia de lujo sobre el antiguo hôtel privado del Conde de Tolstoi. Más tarde, la residencia cambió de propietario y fue adquirida por la familia Rothschild. El Napoleón Bonaparte fue inaugurado en 1928 como "hôtel de charme". Los círculos literarios lo preferían y lo frecuentaban a menudo. En 1929 el hôtel de charme se transformó en hôtel de luxe y llegó al nivel de petit palace. Era natural darle el nombre de Napoleón París haciendo referencia a su ubicación privilegiada en las cercanías del Arco de Triunfo de París.

### Alojamiento de soldados americanos después de la liberación de París
En el libro de memorias de veteranos del ejército de los Estados Unidos, Chicken Soup for the Veteran's Soul, Jean P. Brody relata que en 1945, al terminar la guerra, su esposo Gene fue alojado en el hotel Napoleón y que recordaba con cariño al portero Jean Fratoni, que era muy atento con los soldados americanos. Jean Brody cuenta luego que su esposo volvió a París cuarenta años después y que se llevó una gran sorpresa al encontrar nuevamente al portero, que lo reconoció y le dijo: “Usted estuvo acá al final de la guerra, ¿verdad?” Fratoni le ofreció a la emocionada pareja Brody su mejor atención.

## Un hotel apreciado por los famosos
Desde su inauguración, el hotel Napoleón París ha visto pasar por sus puertas innumerables personajes, entre los cuales distinguen los nombres famosos de la literatura, artistas, actores, políticos, deportistas. Ernest Hemingway, John Steinbeck, Salvador Dalí, Errol Flyn, Orson Welles, Miles Davies, Josephine Baker, Ella Fitzgerald y muchos otros firmaron su libro de oro.

### El primer viaje a París de Mario Vargas Llosa
El premio Nobel de literatura, el peruano Mario Vargas Llosa, cuenta el “extraordinario” recuerdo de su primer viaje a París, que ganó en un concurso literario organizado por La Nouvelle Revue française: “Estuve alojado en el hotel Napoleón, donde me recuerdo que encontré a la Miss Francia de 1958, Annie Simplon.”

## Decoración
El Napoleón París es el único hotel de lujo decorado completamente con arte napoleónico, y amueblado al estilo Directoire. El hotel combina la tradición y la modernidad sin olvidar una nota final muy personal.

## Un cuento de hadas franco-ruso
El romanticismo está en las paredes del Napoleón París. La historia más bella es sin duda la que conecta entre Alexandre Pavlovitch Kliaguine, un rico hombre de negocios ruso, y una joven parisina, estudiante de letras (más tarde la baronesa de Baubigny). Se enamoraron en el acto. Como prueba de amor, le ofreció el Napoleón París para que pudiera recibir a los miembros de la alta sociedad de la época. La joven estudiante se casó con el rico hombre de negocios. Formaron una familia y vivieron en el Napoleón París durante muchos años. Un cuento de hadas, desbordante de pasión. El Napoleón París sigue siendo propiedad de la familia Kliaguine.

## Restaurante y Bar
Le Bivouac

## Cine
El hotel fue inmortalizado en Le Cave se rebiffe (1961), una película donde el personaje representado por Jean Gabin (Ferdinand Maréchal, conocido como le Dabe) explica que se aloja en el hotel Napoleón, “como siempre”.